# Emily H. Vokes
Emily Hoskins Vokes (* 21. Mai 1930 in Monroe, Louisiana) ist eine US-amerikanische Malakologin und Paläontologin. Sie ist Spezialistin für Stachelschnecken (Muricidae).

## Leben
Emily Vokes sammelte schon als Jugendliche Conchylien und studierte Geologie und Paläontologie an der Tulane University, wo sie auch bei Harold Ernest Vokes Vorlesungen hörte, den sie 1959 heiratete. 1960 erhielt sie ihren Bachelor-Abschluss. Ihre Master-Arbeit von 1962 war Murex gewidmet und sie erstbeschrieb darin unter anderem Murex bellegladeensis aus dem Pleistozän von Florida, das später auch als lebendes Exemplar in Florida gefunden wurde. 1967 wurde sie in Paläontologie promoviert. 1957 bis 1974 war sie Kuratorin für Paläontologie an der Tulane University und ab 1969 Lecturer in Geologie. 1973 wurde sie Associate Professor und 1981 Professor. Von 1974 bis 1982 stand sie der Geologie Fakultät vor und 1987/88 war sie Acting Dean am Newcomb College der Tulane University.
1971 war sie Gastprofessor an der Universität von Rio Grande do Sul in Brasilien und 1980 war sie Visiting Curator am Australian Museum.
Sie arbeitete mit ihrem Ehemann Harold Ernest Vokes (1908–1998) zusammen, der allerdings auf Muscheln (Bivalvia) spezialisiert ist. Zusammen erkundeten sie die Molluskenfauna an der Atlantikküste von Nord- und Südamerika und Fossilfundstellen in Florida, Mexiko, Costa Rica, Panama und der Dominikanischen Republik. Das Ehepaar hat vier Kinder.

## Schriften
- mit Winston F. Ponder: A Revision of the Indo-West Pacific Fossil and Recent Species of Murex S.S. and Haustellum (Mollusca : Gastropoda: Muricidae). Records of the Australian Museum, Supplement 8, S. 1–160.